# Thị trường chung Đông và Nam Phi

Thị trường Chung Đông và Nam Phi.

Thị trường chung Đông và Nam Phi (tiếng Anh: Common Market for Eastern and Southern Africa, tiếng Pháp: Marché commun de l'Afrique orientale et australe, tiếng Bồ Đào Nha: Mercado Comum da África Oriental e Austral, hay viết tắt là COMESA) là một khu vực thương mại ưu đãi của 19 quốc gia châu Phi. Tổ chức này được thành lập vào năm 1994 trên cơ sở một hiệp định thương mại tự do có từ năm 1981.
Trong số 19 nước, có 13 nước đã cùng thành lập một khu vực thương mại tự do từ năm 2000. COMESA là một trụ cột của Cộng đồng Kinh tế châu Phi. Năm 2008, COMESA quyết định cùng Cộng đồng Đông Phi và Cộng đồng Phát triển Nam Phi thành lập một khu vực mậu dịch tự do bao gồm tất cả các nước thành viên của từng khối.
Theo số liệu từ CIA World Factbook 2005 và IMF WEO Database, COMESA vào năm 2004 khi Namibia chưa rút khỏi khối bao trùm một không gian rộng 12.873.957 km² với 406.102.471 dân. Tổng sản phẩm nội địa (theo PPP) của cả khối là 735,599 tỷ dollar Mỹ, tính bình quân đầu người là 1.811 dollar.
Các thành viên hiện thời của COMESA gồm:
- Burundi (21/12/1981)
- Comoros (21/12/1981)
- Cộng hòa Dân chủ Congo (21/12/1981)
- Djibouti (21/121981)
- Ethiopia (21/12/1981)
- Kenya (21/121981)
- Madagascar (21/12/1981)
- Malawi (21/12/1981)
- Mauritius (21/12/1981)
- Rwanda (21/12/1981)
- Sudan (21/12/1981)
- Eswatini (21/12/1981)
- Uganda (21/12/1981)
- Zambia (21/12/1981)
- Zimbabwe (21/12/1981)
- Eritrea (1994)
- Ai Cập (6/1/1999)
- Seychelles (2001)
- Libya (3/6/2005)

Các nước từng là thành viên của COMESA:
- Angola
- Lesotho (rút năm 1997)
- Mozambique (rút năm 1997)
- Tanzania (rút năm 2000)
- Namibia (rút năm 2004)

Ngôn ngữ làm việc của COMESA là tiếng Anh, Pháp và Bồ Đào Nha.